# Helton Godwin Baynes
Helton Godwin Baynes, también conocido como 'Peter' Baynes (26 de junio de 1882, Hampstead - 1943), fue un psicólogo analítico y escritor inglés, amigo y traductor de Carl Gustav Jung.

## Biografía

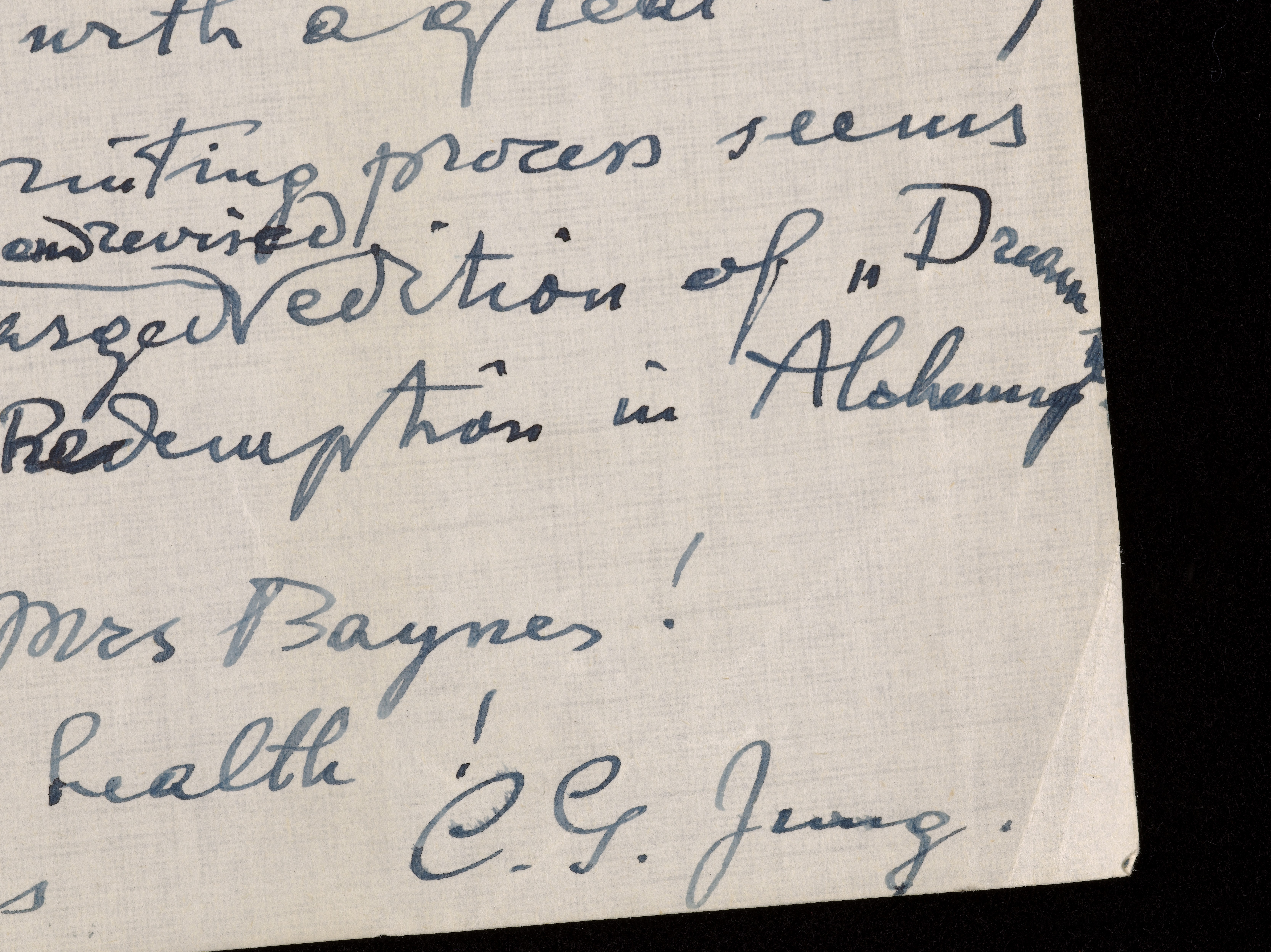
Detalle de la correspondencia de Carl Gustav Jung a Peter Baynes.

Baynes se educó en la Quaker school, Leighton Park (junto con otros dos miembros destacados de la Sociedad Psicoanalítica Británica: John Rickman y Lionel Penrose) y luego en el Trinity College de Cambridge donde estudió medicina.
Fue médico residente en el St Bartholomew's Hospital. En 1913 se casó con Rosalind Thornycroft (1891-1973), divorciándose de ella en 1921. (Rosalind, amiga de D. H. Lawrence, casada posteriormente con el historiador de arte Arthur E. Popham.) Ese año comenzó a colaborar con Cary Angulo, de soltera Fink (1883-1977) en la traducción de Jung. Baynes acompañó a Jung en su expedición al África Oriental en 1925-26. En 1927 se casó con Cary Angulo.

## Obra
- (tr. con Cary F. Baynes) Contributions to analytical psychology, London: Kegan Paul, 1921.
- (tr.) Psychological types; or, The psychology of individuation de Carl Gustav Jung. New York: Harcourt, Brace & Co., 1926. The International Library of Psychology, Philosophy and Scientific Method
- (tr. con Cary F. Baynes) Two essays on analytical psychology de Carl Jung. New York, Dodd, Mead and Co., 1928.
- Mythology of the soul; a research into the unconscious from schizophrenic dreams and drawings, London: Baillière, Tindall and Cox, 1940.
- Germany possessed, 1941. Con una introducción de Hermann Rauschning.
- Analytical psychology and the English mind, and other papers, London: Methuen, 1950.